# A. D. Flowers
A. D. Flowers (* 22. Februar 1917 in Hillsboro, Texas; † 5. Juli 2001 in Fullerton, Kalifornien) war ein US-amerikanischer Filmtechniker und Fachmann für Spezialeffekte, der neben einem Oscar für die besten visuellen Effekte auch einen Special Achievement Award für visuelle Effekte sowie einen sogenannten Oscar für technische Verdienste (Technical Achievement Award) erhielt.

## Leben
Nach dem Abschluss der High School 1935 zog Flowers wie viele andere in den 1930er Jahren nach Kalifornien, in der Hoffnung, im „Golden State“ der USA Arbeit zu finden. Innerhalb von drei Jahren war er nicht nur verheiratet, sondern erhielt mit Hilfe seines Schwiegervaters, einem Maler in den Filmstudios der Metro-Goldwyn-Mayer (MGM), auch eine Anstellung als Hilfsarbeiter in den Studios. In den ersten 19 Nächten seiner Tätigkeit musste er einen Boden polieren, auf dem Mickey Rooney, ein damaliger Kinderstar Hollywoods, Tanzszenen aufnahm. Kurz darauf war er als Gärtner für die bei Filmaufnahmen eingesetzten Pflanzen und Blumen verantwortlich, ehe er schließlich Mitte der 1940er Jahre Mitarbeiter in den Abteilungen für Requisiten und dann für Spezialeffekte wurde. Dort entwickelte er sich zu einem Fachmann für Explosionen, interessierte sich aber auch für sämtliche Mechanisierung von Studioequipment und absolvierte neben seiner Arbeit auch eine Fortbildung auf den Gebieten Hydraulik, Elektronik und Pyrotechnik. Diese Kenntnisse nutzte er für die Verwendung von Feuern, Überschwemmungen, Bombenabwürfen und Luftkämpfen.
In den 1960er Jahren stieg er nach Fernsehserien wie Combat! und Garrison Gorilla’s zum Leiter für mechanische Spezialeffekte bei 20th Century Fox auf und wirkte bis zu seinem Ruhestand 1979 bei der Herstellung von rund 20 Filmen mit.
Bei der Oscarverleihung 1971 erhielt er zusammen mit L. B. Abbott den Oscar für die besten visuellen Effekte in dem Kriegsfilm Tora! Tora! Tora! (1970) über den japanischen Angriff auf Pearl Harbor am 7. Dezember 1941.
Obwohl zwischen 1973 und 1977 keine Oscars in dieser Kategorie vergeben wurden, erhielt er doch mit L. B. Abbott bei der Oscarverleihung 1973 einen sogenannten Special Achievement Award für die besten visuellen Effekte in Die Höllenfahrt der Poseidon (1972). 1978 war er für Spezialeffekte in Teufelskreis Alpha verantwortlich.
1980 wurde er mit William A. Fraker und Gregory Jein für den Oscar für die besten visuellen Effekte in 1941 – Wo bitte geht’s nach Hollywood (1979) nominiert, allerdings ging der Preis in dieser Kategorie an den Film Alien – Das unheimliche Wesen aus einer fremden Welt. Gleichwohl erhielt er bei dieser Oscarverleihung den sogenannten Oscar für technische Dienste zusammen mit Logan R. Frazee „für die Entwicklung eines Gerätes zur Kontrolle von Miniaturflugzeugen bei Filmaufnahmen“.
Weitere bekannte Filme mit von ihm gestalteten Effekten waren Der Pate (1972), Der Pate – Teil II (1974) sowie Apocalypse Now (1979). Im Laufe seiner Karriere arbeitete Flowers mit bekannten Filmregisseuren wie Richard Fleischer, Kinji Fukasaku, Ronald Neame, Francis Ford Coppola und Steven Spielberg zusammen.